# Balestrate
Balestrate település Olaszországban, Szicília régióban, Palermo megyében. Lakosainak száma 6229 fő (2023. január 1.). Balestrate Alcamo, Trappeto, Partinico és Castellammare del Golfo községekkel határos.

## Népesség
A település népességének változása:
| Lakosok száma | 6435 | 6446 | 6229 |
|               | 2017 | 2018 | 2023 |